# 謝元汴
謝元汴（1612年—1668年），又作謝元忭，字梁也，又字途野，號霜崖，廣東潮州府澄海縣人，明末及南明政治人物。

## 生平
幼隨父謝宗侯侍養隴州。六歲父攜歸鄉授學，性聰敏，九歲能屬文。父卒，母守節撫之。十歲祖父謝應詔卒於官，家中落。謝元汴以孤子奉母，性至孝，能承母意。崇禎十五年（1642年）壬午科廣東鄉試舉人，崇禎十六年（1643年）赴試京師，因兵亂道路阻絕，由鎮江轉蘇杭，遊虎丘、西湖而歸。當科會試改至八月，遂再赴禮闈，成癸未科進士。以念母，請假歸。
崇禎十七年（1644年）五月，李自成陷京師，謝元汴得悉崇禎帝自縊，北向慟哭。又遇土賊黃海如攻陷澄海，不能歸，遂由揭陽至潮州。有僕人來，始知妻劉氏罵賊而死，家人分竄，有俠護送母至南澳得脱。八月間道走漳州，迎母至潮州，僦屋而居。謝元汴不意數月之間，國破家亡，憂時念亂，形諸叱咤。母知其意，勗以大義。
弘光元年（1645年）閏六月，唐王朱聿鍵在福州稱帝，謝元汴投袂而起，辭母趨赴，九月至福州，授兵科給事中，上《朋黨策》，十一月奉旨宣慰兩廣，充冊封二藩副使，順道奉母回潮州。隆武二年（1646年）二月經肇慶、梧州，遂抵桂林，有降紳依鄭芝龍意彈劾謝元汴，遂革職還潮州聽勘。永曆年間，復任兵科給事中。永曆三年（1649年）五月奉命以監軍募兵平遠，聯絡宗人謝志良、謝志友等。永曆四年（1650年）廣州破，永曆帝出逃南寧，入東吁，謝元汴仍往來潮州、惠州之間，日謀抗清。永曆六年（1652年）郝尚久反正，謝元汴與李士淳、羅萬傑等響應，永曆八年（1654年）九月郝尚久兵敗，謝元汴乃奉母躲避於豐順之大田，授徒以食。居大田七年，期間曾至廣州，知永曆帝已亡，反清勢力逐漸衰敗，遂謀奉母歸潮州。但家已被戍兵所占，聞知潮州府知府吳穎優禮賢士，作詩貽吳穎為請，乃得還。吳穎欲以謝元汴任鄉飲賓，清朝刑部尚書杜立德與謝元汴是同年進士，貽書勸駕，皆不受。康熙七年（1668年）十一月卒，年五十七，而母尚存。著《霜山草堂詩集》，入清為禁書。

## 家族
祖父謝應詔，由舉人官至隴州知州；父謝宗侯，崇禎六年舉人。
弟謝元漢。子謝渠。